# America³
America³ (pronunciato in lingua inglese «america-cubed») è un'imbarcazione della compagnia che prese parte alle regate per l'America's Cup 1992 e America's Cup 1995. Il programma era gestito dal presidente Bill Koch e dallo skipper Buddy Melges nel 1992. Dopo aver vinto la Citizen Cup del 1992, America³ ha sconfitto nella finale dell'America's cup l'italiana Il Moro di Venezia.
Nel 1995, Bill Koch rinnovò il programma per creare il primo team tutto femminile dell'America's Cup. L'imbarcazione femminile di America³ fu chiamata Mighty Maria e prese parte alla Citizen Cup del 1995, la serie di regate nazionali statunitensi per la selezione del defender della America's Cup 1995. Mighty Maria perse la finale della Citizen Cup contro Stars and Stripes di Dennis Conner, che successivamente scelse l'imbarcazione di Young America per la difesa della coppa del 1995 contro Team New Zealand (poi persa per 5-0).
Attualmente (2021) si trova al Nauticus Marina a Osterville.